# Edith Cavell
(Le ultime parole note di Edith Cavell)
Edith Louisa Cavell (Swardeston, 4 dicembre 1865 – Schaerbeek, 12 ottobre 1915) è stata un'infermiera britannica.
È ricordata per aver aiutato, durante la prima guerra mondiale, soldati di ambo le fazioni in Belgio, nonché per aver favorito la fuga di circa duecento soldati alleati dal Paese; a motivo di ciò fu giustiziata dai tedeschi, causando notevoli reazioni di protesta a livello internazionale e diventando un elemento chiave della propaganda di guerra britannica.

## Biografia

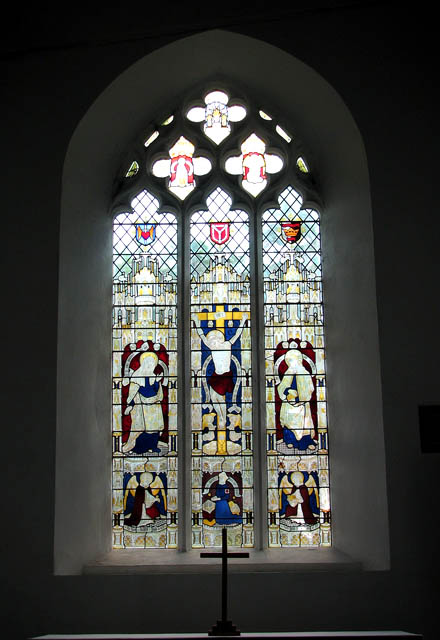
Edith Cavell (in basso al centro) in una vetrata della St Mary's church, Swardeston

### Infanzia
Il padre, Frederick Cavell (10 agosto 1824 - 5 giugno 1910), era vicario a Swardeston, presso Norwich: sposò Louisa Sophia Warming (1835 - 17 giugno 1918, figlia della sua governante), che diede alla luce Edith due anni dopo; dopo di lei i Cavell ebbero altri tre figli, Florence Mary (1867), Mary Lilian (1870) e John Frederick (1873). Si stabilirono nel grande vicariato, fatto costruire da Frederick a proprie spese, cosa che li mandò quasi sul lastrico; da lì in poi la famiglia visse frugalmente, anche se dovette assumere dei domestici per la gestione della casa.
Nella sua infanzia e giovinezza, Edith amava il pattinaggio sul ghiaccio, la danza e il tennis, e aveva inoltre una passione per fiori e animali; era anche particolarmente dotata nel disegno e nella pittura, prediligendo soggetti floreali o animali. Sapendo che il padre aveva bisogno di una stanza nella chiesa per ospitare la scuola domenicale per i bambini del villaggio, scrisse al vescovo di Norwich John Thomas Pelham, che accettò di aiutarla a patto che anche nel villaggio si raccogliessero dei fondi. Edith e sua sorella riuscirono a raccogliere circa 300 sterline vendendo dipinti di Edith. Sia lei che sua madre insegnarono alla scuola domenicale una volta avviata, e fecero da madrine a molti bambini; si riporta anche che Edith fosse profondamente religiosa.

### Studi
Edith e le sue sorelle iniziarono i loro studi privatamente, a casa, e nel 1881 passò alcuni mesi presso la Norwich High School; dai sedici ai diciannove anni frequentò altre tre scuole, a Bushey, Clevedon e Peterborough, occupandosi nel frattempo come governante in diverse case private. Durante una vacanza in Austria e Baviera nel 1888 visitò un ospedale diretto da tal dottor Wolfenberg, e prese interesse nell'infermieristica.
Avendo mostrato una certa predisposizione nell'imparare il francese, nel 1890 ottenne un posto di lavoro come governante presso una famiglia di Bruxelles, dove rimase cinque anni, divenendo fluente in francese. Tornava a Swardeston per passare le vacanze estive, e in questo periodo iniziò a frequentarsi con il suo primo cugino Eddie Cavell, tuttavia lui decise di non proporle mai il matrimonio a causa di una sua condizione nervosa; Edith lo ricordò il giorno della propria esecuzione, lasciandogli una dedica sulla sua copia dell'Imitazione di Cristo.

### Carriera infermieristica
(Cavell, citata dal The Economist)

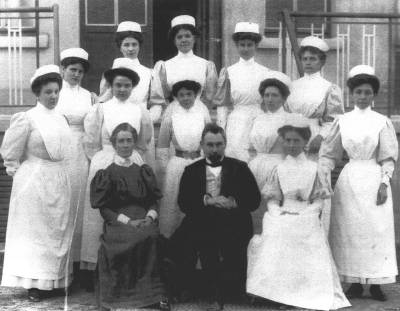
Cavell con il dottor Depage e alcune infermiere dell'istituto medicochirurgico di Uccle

Nel 1895 ritornò a casa per accudire suo padre durante un breve periodo di malattia; ciò la convinse ad intraprendere la carriera di infermiera, e dopo alcuni mesi al Fountains Fever Hospital di Tooting, nell'aprile 1896 entrò in addestramento al London Hospital, sotto la direzione di Eva Luckes. Nell'estate del '97, con altre cinque infermiere, venne mandata a gestire un'epidemia di febbre tifoide a Maidstone, dove dei 1 700 malati ne morirono solo 132: Edith ricevette una medaglia al merito. Dopo numerosi altri incarichi (durante i quali adottò l'allora innovativa tecnica di visitare i pazienti dopo la loro dimissione) si recò a Bruxelles per visitare un bambino paziente del dottor Antoine Depage, dopodiché venne trasferita ad incarichi sempre più importanti: Depage voleva innovare il settore infermieristico in Belgio sulla falsariga di Florence Nightingale, così Cavell, lui e sua moglie Marie (che sarebbe perita nell'affondamento del Lusitania) fondarono una scuola di infermiere laiche, L'École Belge d'Infirmières Diplômées, che aprì il 10 ottobre del 1907. Fino ad allora, infatti, del settore infermieristico si erano occupate le suore che, per quanto benintenzionate e volenterose, non erano addestrate al lavoro.
La scuola incontrò qualche difficoltà con la partenza (Cavell scrisse che "La vecchia idea che il lavoro per le donne è una disgrazia è ancora presente in Belgio, e le donne di buona nascita ed educazione pensano ancora che perderanno la loro classe sociale se impareranno a guadagnarsi da vivere da sé"), ma nel 1913, dopo che la regina Elisabetta, rottasi un braccio, fece convocare una delle sue infermiere, il buon nome della scuola fu assicurato, e al 1912 addestrava infermiere per tre ospedali, ventiquattro scuole comunali e tredici asili. Nel 1914, oltre a dare quattro lezioni a settimana tanto a medici quanto a infermiere, Edith trovava anche il tempo di occuparsi della figlia di un amico dipendente dalla morfina, di una ragazzina fuggitiva e dei suoi due cani Don e Jack.

### Prima guerra mondiale

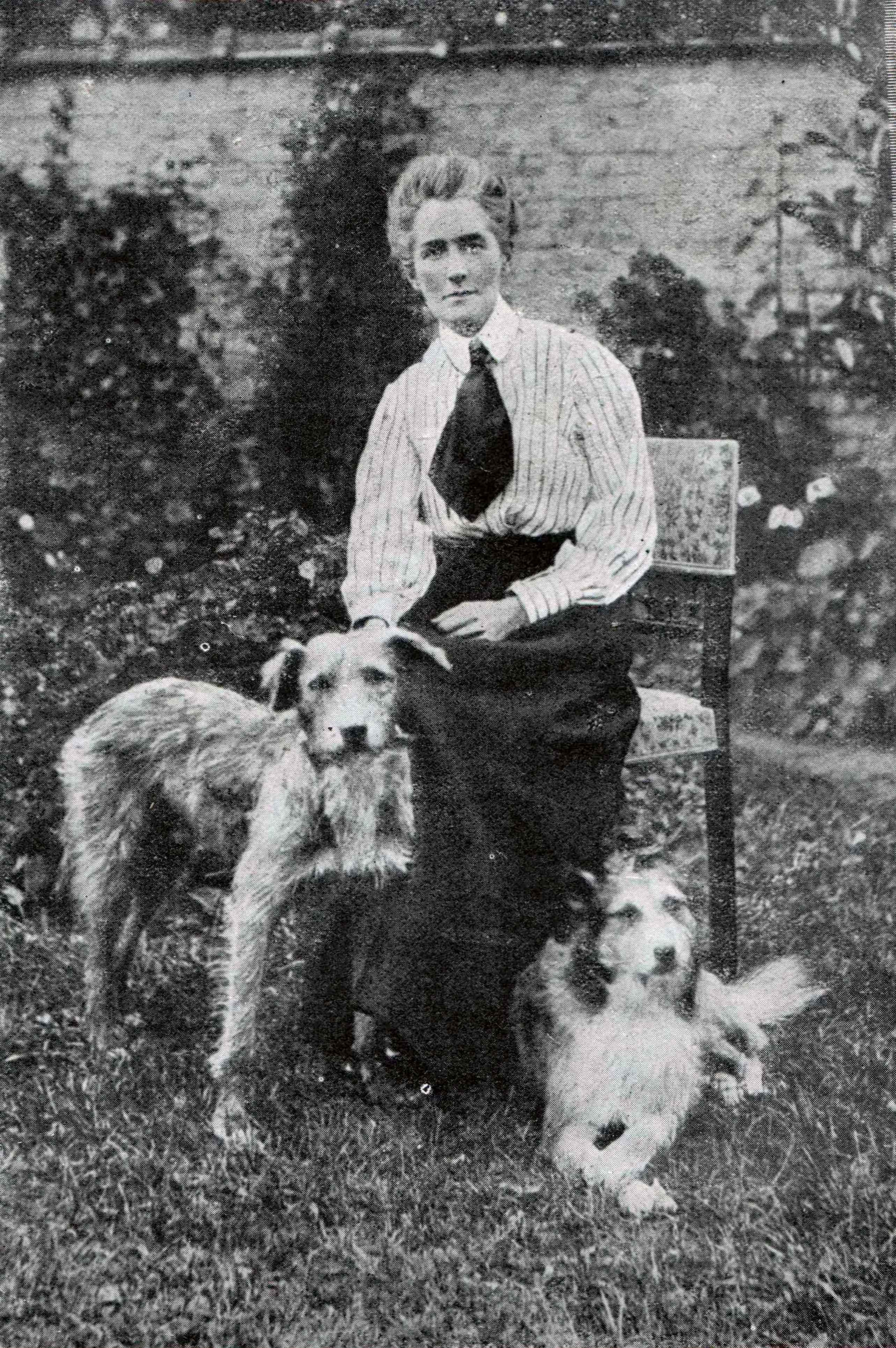
Edith Cavell con i suoi due cani, Don e Jack (quest'ultimo, sulla destra, venne salvato dopo l'esecuzione della padrona)

Edith faceva frequentemente ritorno a casa a visitare sua madre che dalla morte del marito viveva a Norwich, e fu durante una di queste occasioni che ebbe inizio la prima guerra mondiale: sentendo che le sue capacità erano più richieste al fronte, tra il 1º e il 3 agosto Edith fece ritorno a Bruxelles. Il 4 agosto la Germania invase il Belgio: Edith decise di restare lì, riconvertendo la clinica in un ospedale della Croce Rossa, occupandosi sia dei feriti tedeschi che di quelli belgi; alla caduta di Bruxelles, i tedeschi adottarono il Palazzo Reale come infermeria per i propri feriti e rimandarono a casa una sessantina di infermiere britanniche: Edith e la sua capo assistente, miss Wilkison, rimasero.
L'avanzata tedesca lasciò molti soldati britannici e francesi tagliati fuori dai loro eserciti in ritirata: nell'autunno del 1914 due di tali soldati britannici riuscirono a raggiungere l'ospedale di Cavell, dove trovarono rifugio per due settimane, seguiti da numerosi altri. Tutti vennero spediti di nascosto nei neutrali Paesi Bassi. Venne formata, in tal modo, una fitta rete di aiuti che funzionò per circa un anno; oltre a Cavell, nella rete erano coinvolte anche personalità di rilievo quali la principessa Marie de Croÿ e la contessa Jeanne de Belleville.

### Arresto, processo ed esecuzione
Tra giugno e agosto del 1915 la rete fu scoperta e i tedeschi ne arrestarono numerosi membri, compresa la stessa Cavell; il suo ospedale fu perquisito ma non fu trovato alcunché in quanto Cavell aveva cucito il suo diario in un cuscino e mantenuto le sue infermiere all'oscuro di tutto per non farle incriminare.
Tuttavia l'inquirente la ingannò facendole credere di avere già in mano tutte le informazioni e che con una confessione piena avrebbe potuto salvare gli altri coinvolti.
Dopo ciò, Cavell venne imprigionata per svariate settimane, durante le quali non seppe nulla o quasi delle accuse mossele.
Il 10 settembre l'ambasciatore statunitense in Belgio, Brand Whitlock, chiese alle autorità tedesche di potersi occupare della difesa della donna, ottenendo un rifiuto, e dalla fine di settembre Cavell venne tenuta in isolamento completo in attesa del processo.
Giunta davanti alla corte il 7 ottobre, assieme con trentaquattro altri, diede per assunto che i fatti di cui era accusata fossero quelli che lei aveva effettivamente commesso, così furono proprio quelli che ella confessò alla corte, sostanzialmente incastrandosi da sola.
A risultare particolarmente pesante, in particolare, fu una sua affermazione al giudice che, avendole domandato perché avesse aiutato soldati britannici, dato che erano notoriamente degli ingrati, si senti rispondere:
Ciò implicava che non solo la Cavell aveva favorito la fuga di soldati in un Paese neutrale quale i Paesi Bassi, ma li aveva aiutati a raggiungere una nazione nemica, fatto ben più grave agli occhi della corte.

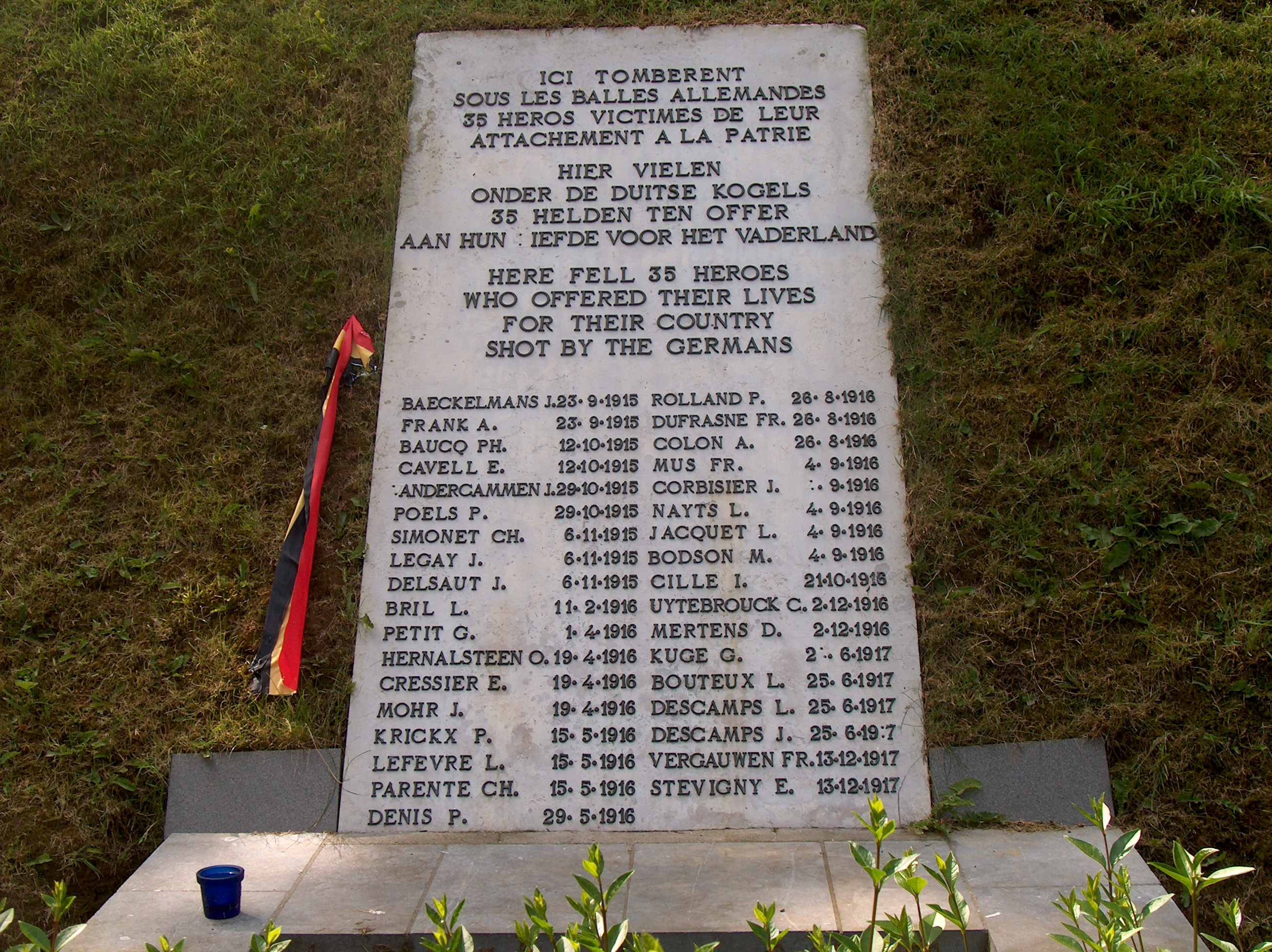
Il memoriale a Edith Cavell e ad altri giustiziati dai tedeschi (fra cui Baucq), a Schaerbeek

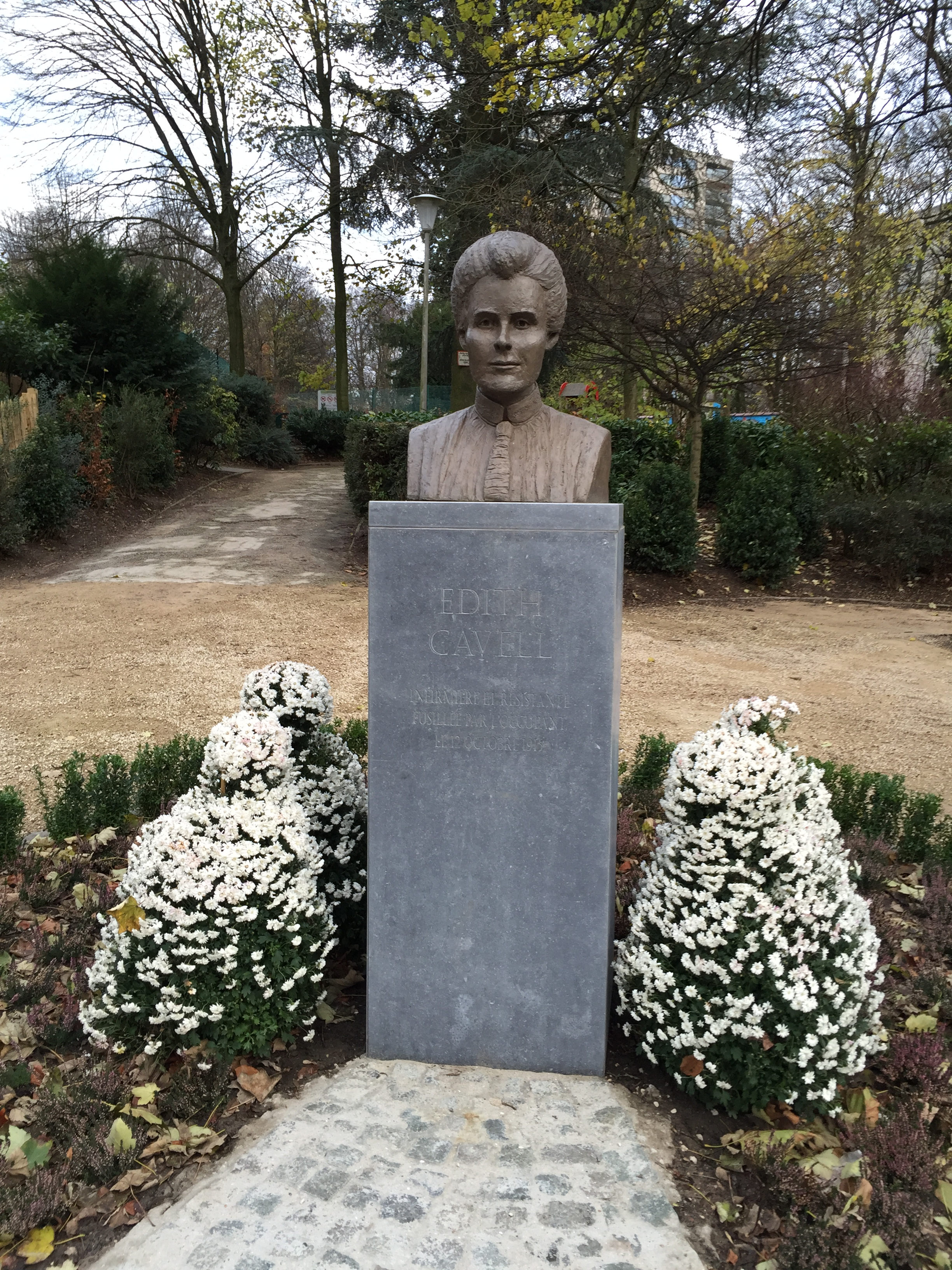
Memoriale a Edith Cavell a Uccle

Cavell fu condannata a morte nel pomeriggio dell'11 ottobre e le autorità tedesche erano fermamente intenzionate a far eseguire la sentenza il prima possibile; a nulla valse l'intervento delle ambasciate neutrali spagnola e statunitense.
Prima della condanna scrisse lettere alla madre, alle sue infermiere e a diversi altri, che affidò alle autorità tedesche, che però non ne permisero la spedizione.
Insieme a Cavell furono condannati a morte altri quattro imputati (l'architetto Philippe Baucq, l'insegnante Louise Thuliez, il farmacista Louis Severin e la contessa de Belleville) mentre ulteriori ventidue ricevettero pene minori: l'ingegnere Herman Capiau, madame Ada Bodart, l'avvocato Albert Libiez e il farmacista Georges Derveau furono condannati a quindici anni di lavori forzati, la principessa de Croÿ a dieci anni di lavori forzati, e gli otto rimanenti a pene variabili dai due agli otto anni di lavori forzati.
Il cappellano luterano tedesco riuscì a ottenere che il suo collega britannico, Stirling Gahan, visitasse Cavell la notte precedente l'esecuzione.
Questa disse a Gahan: «Sono grata di aver avuto queste dieci settimane per prepararmi. Ora le ho avute e sono stata trattata gentilmente qui. Mi aspettavo la condanna e credo sia giusta. Ora che sono in vista di Dio e dell'Eternità, comprendo che il patriottismo non è abbastanza: non devo serbare odio né rancore verso nessuno». Gahan la comunicò per l'ultima volta.
Edith Cavell fu fucilata dal plotone di esecuzione alle 2 di mattina del 12 ottobre, al poligono di tiro di Schaerbeek; da alcuni resoconti si evince che i soldati del plotone erano riluttanti a spararle, tuttavia l'esecuzione fu portata a termine senza alcun contrattempo; assieme a lei fu fucilato anche Baucq, che lasciò moglie e due figli, mentre agli altri tre condannati a morte la pena fu commutata in prigione.
Cavell fu frettolosamente seppellita sul luogo. 

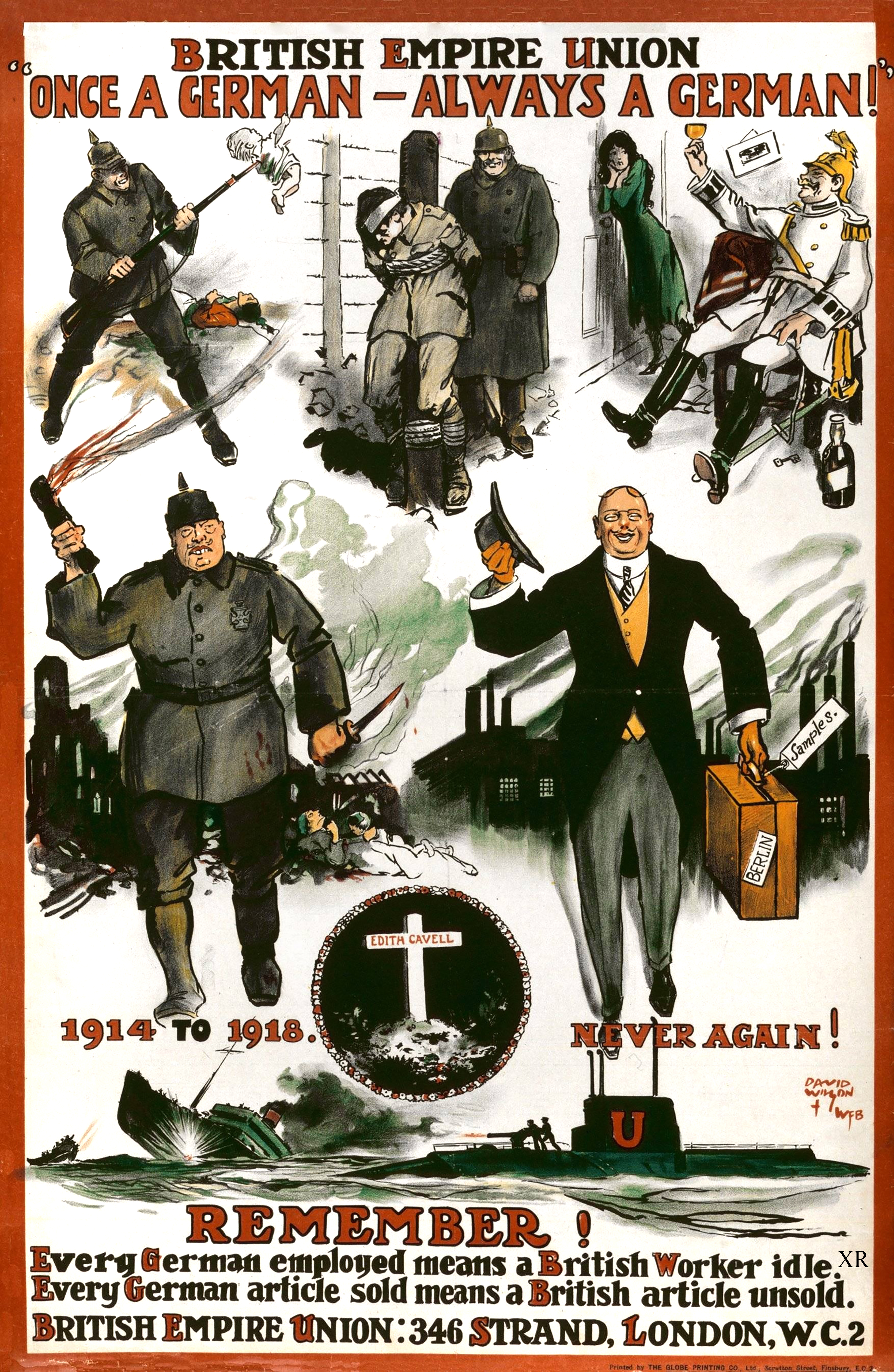
Manifesto propagandistico antitedesco: al centro, in basso, sono raffigurati la tomba di Edith Cavell e l'affondamento del Lusitania

### Reazioni
La sua morte scandalizzò enormemente l'opinione pubblica mondiale, e venne usata dalla propaganda alleata, specie quella britannica, che proclamava Edith Cavell martire e dipingeva i tedeschi come bruti assassini. Il reclutamento di soldati raddoppiò nelle otto settimane successive all'annuncio della sua morte, e sul lungo periodo essa fu anche una delle cause che contribuirono alla discesa in campo degli Stati Uniti. La sua esecuzione venne paragonata al sacco di Lovanio e all'affondamento del Lusitania, e provocò un grave danno alla Germania in termini di propaganda.
Sul fronte opposto, i tedeschi si difesero sostenendo che Cavell aveva confessato e le era stata inflitta la pena prevista dalla legge. Alcuni belgi avrebbero in seguito commentato che, se Edith Cavell avesse mentito al processo, i tedeschi avrebbero scoperto molti meno elementi della rete di aiuto per i soldati alleati, evitando la morte di diverse altre persone implicate.

### Nuova sepoltura
Dopo la fine del conflitto, il 19 marzo 1919 la salma venne riesumata in preparazione di un rimpatrio e di un degno funerale: inizialmente venne considerata come luogo di sepoltura l'Abbazia di Westminster, ma la famiglia richiese che fosse inumata a Norwich (nel Norfolk, la regione da cui Edith proveniva).
Dopo una cerimonia a Bruxelles, a cui parteciparono anche Leopoldo e Astrid del Belgio, la salma partì il 13 maggio, scortata, su iniziativa di Bernard Law Montgomery, da truppe britanniche: giunta a Ostenda, venne imbarcata sulla HMS Rowena che la portò a Dover, e di lì raggiunse Westminster il 15 maggio; venne quindi trasportata con un treno speciale alla stazione ferroviaria di Norwich e da lì, con una solenne processione, alla cattedrale di Norwich, dove fu sepolta. Nell'orazione funebre il vescovo Bertram Pollock la descrisse "viva in Dio", sottolineando poi il suo insegnamento che il patriottismo andasse esaminato alla luce di qualcosa di più elevato: al funerale era presente tutta la famiglia reale britannica e numerose altre importanti personalità.

## Commemorazioni

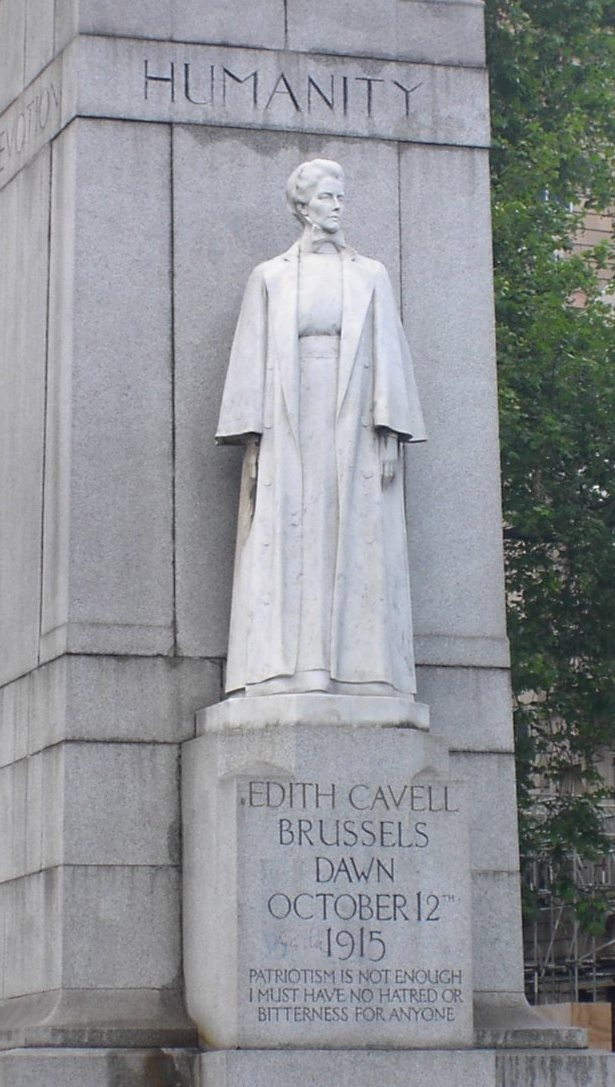
Il memoriale a Edith Cavell a St. Martin's Place, Londra, con le sue ultime parole incise sul piedistallo

Edith Cavell è stata ampiamente onorata in varie parti del mondo; una sua statua è stata eretta a St. Martin's Place, presso Trafalgar Square, e le sono stati stampati francobolli commemorativi. Il suo villaggio natio, Swardeston, le ha dedicato la stanza della scuola domenicale ("Cavell Room") e un festival biennale a tema floreale, il "Cavell Festival"; la chiesa di Swardeston inoltre la ricorda in una delle sue vetrate. Ogni anno, nel sabato più vicino alla data della sua morte, viene celebrata una cerimonia di commemorazione presso la sua tomba.
La scuola di infermieristica da lei fondata a Bruxelles porta ora il suo nome, e un memoriale è presente a Schaerbeek, sul luogo dove fu giustiziata. Le sono anche stati dedicati un monte in Alberta, il Monte Edith Cavell, un asteroide, 11073 Cavell, scuole, strade e reparti ospedalieri in diversi paesi e una varietà di Syringa vulgaris, la Syringa "Edith Cavell".
La sua figura è ricordata anche in alcuni adattamenti cinematografici, come Nurse and Martyr di Percy Moran, Dawn e La storia d'Edith Cavell, entrambi di Herbert Wilcox, dove la Cavell è interpretata rispettivamente da Sybil Thorndike e Anna Neagle, e The Woman the Germans Shot di John G. Adolfi; è stata inoltre interpretata con successo a teatro da Joan Plowright. Va infine notato che, dopo la sua esecuzione, in Francia e Belgio si assistette ad un aumento di popolarità del nome Edith per le nuove nate, come nel caso di Édith Piaf.
A livello religioso, infine, la Chiesa anglicana celebra una sua memoria il 12 ottobre, nell'anniversario della morte.